# Thüringer Hof (Leipzig)

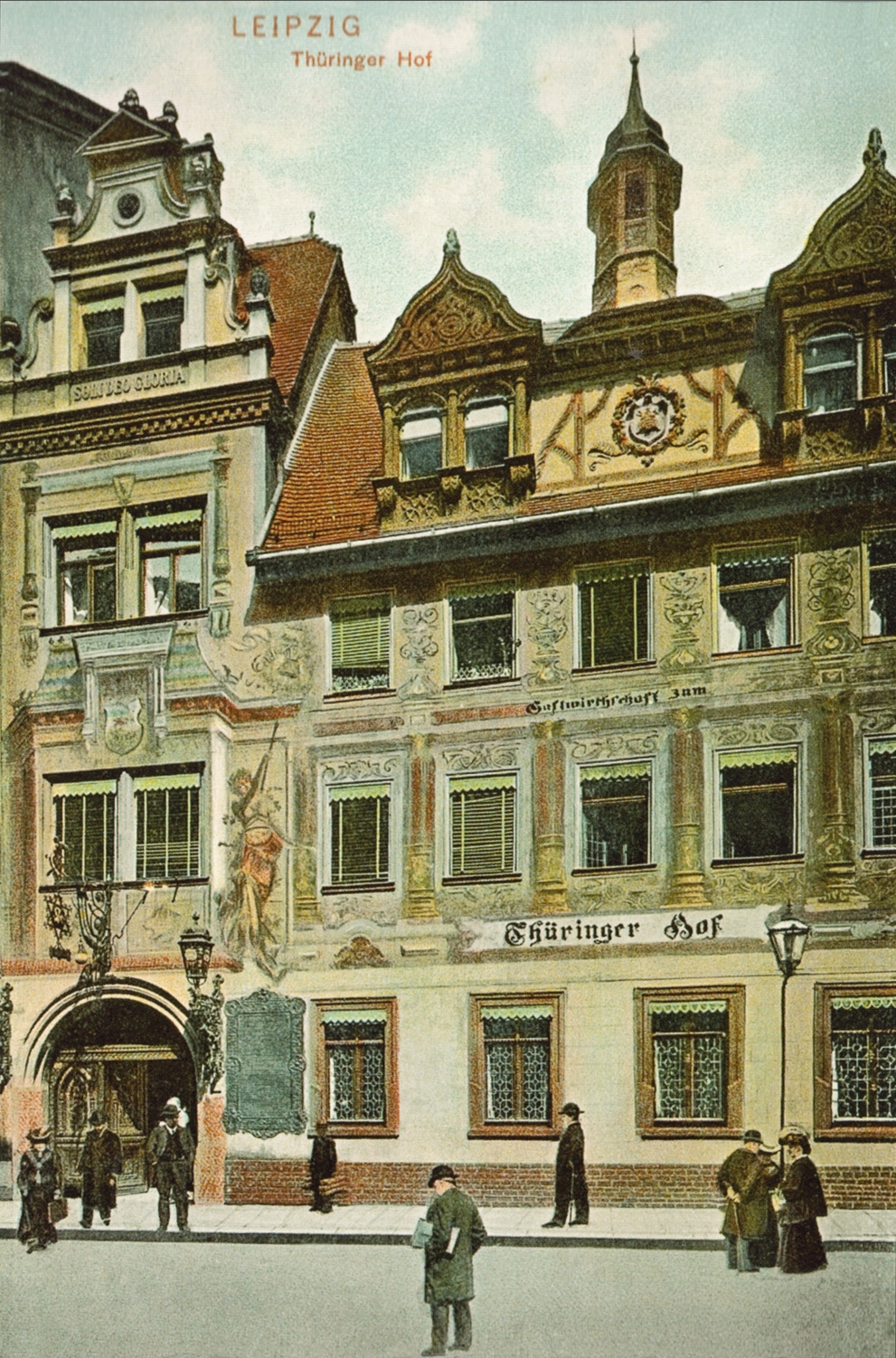
Der Thüringer Hof um 1900

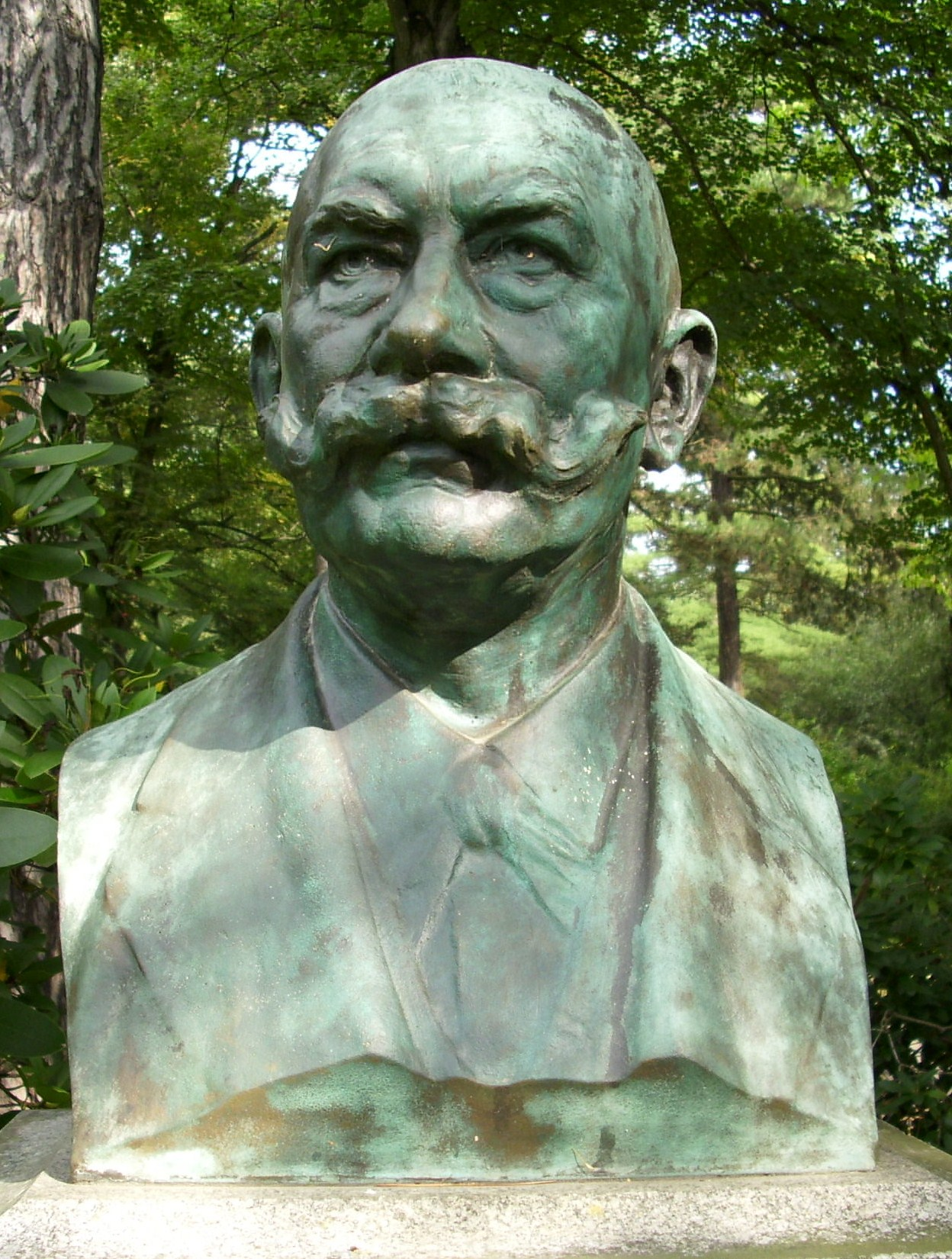
Büste Georg Grimpe

Der Thüringer Hof ist eine traditionsreiche Gaststätte in der Burgstraße 19 in Leipzig.

## Geschichte
Die Geschichte des jetzt in der Hausnummer 19 beheimateten Thüringer Hofs ist mit den Grundstücken 19 bis 23 verbunden. Das Eckhaus (nachmals Nr. 19) war ein Freihaus auf der damaligen Burggasse, das im 15. Jahrhundert Dietrich von Buckensdorf und danach der Familie Pflugk sowie im 17. Jahrhundert den Böschischs gehörte.
Das Nachbargrundstück Nr. 21, der „Landhof“ früher auch als der Hof der Vögte von Schkeuditz bezeichnet, wurde 1285 von Heinrich III. Bischof von Merseburg gekauft. Im 14. Jahrhundert gehörte es der Familie von Birkicht und war bis 1446 im Besitz des kurfürstlichen Vogts Johannes Undervoit, 1466 tauchte die erste Art gastronomischer Nutzung als Studentenburse auf. Bis 1515 war hier ein Gasthof mit Ausspanne im Besitz des Professors und Kanzlers des Bistums Naumburg Heinrich Schmiedeberg. Er war ein Freund Martin Luthers, wie eine Erbschaft an ihn belegt. Daraus wird geschlossen, dass auch Luther den Gasthof besucht hat.
1838 kaufte der aus Thüringen stammende Gastwirt Friedrich Pietzsch das Haus Burgstraße 21 und eröffnete hier am 1. Oktober einen Gasthof, den er – auf seine Heimat Bezug nehmend – „Thüringer Hof“ nannte. 1858 übernahm Johann August Grimpe die Gastwirtschaft. Er hatte guten Kontakt zu den Studenten, für die er bald „Vater Grimpe“ war. Seine  Frau verdiente sich durch Armenspeisung Anerkennung in der Stadt. Nach Grimpes Tod 1871 führten seine Söhne die Wirtschaft weiter, ab 1877 Georg Grimpe (1853–1927) allein.

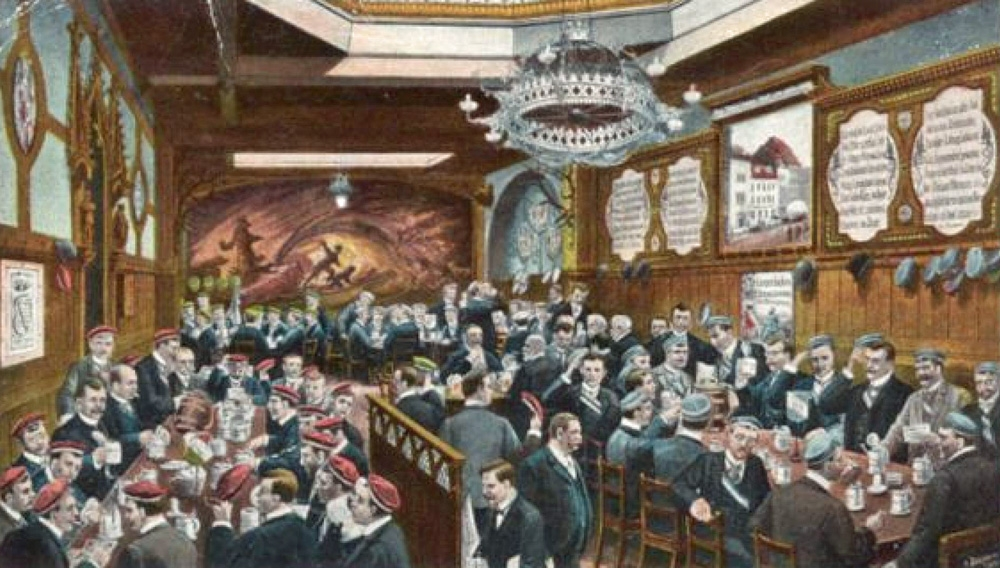
In der „Wolfsschlucht“
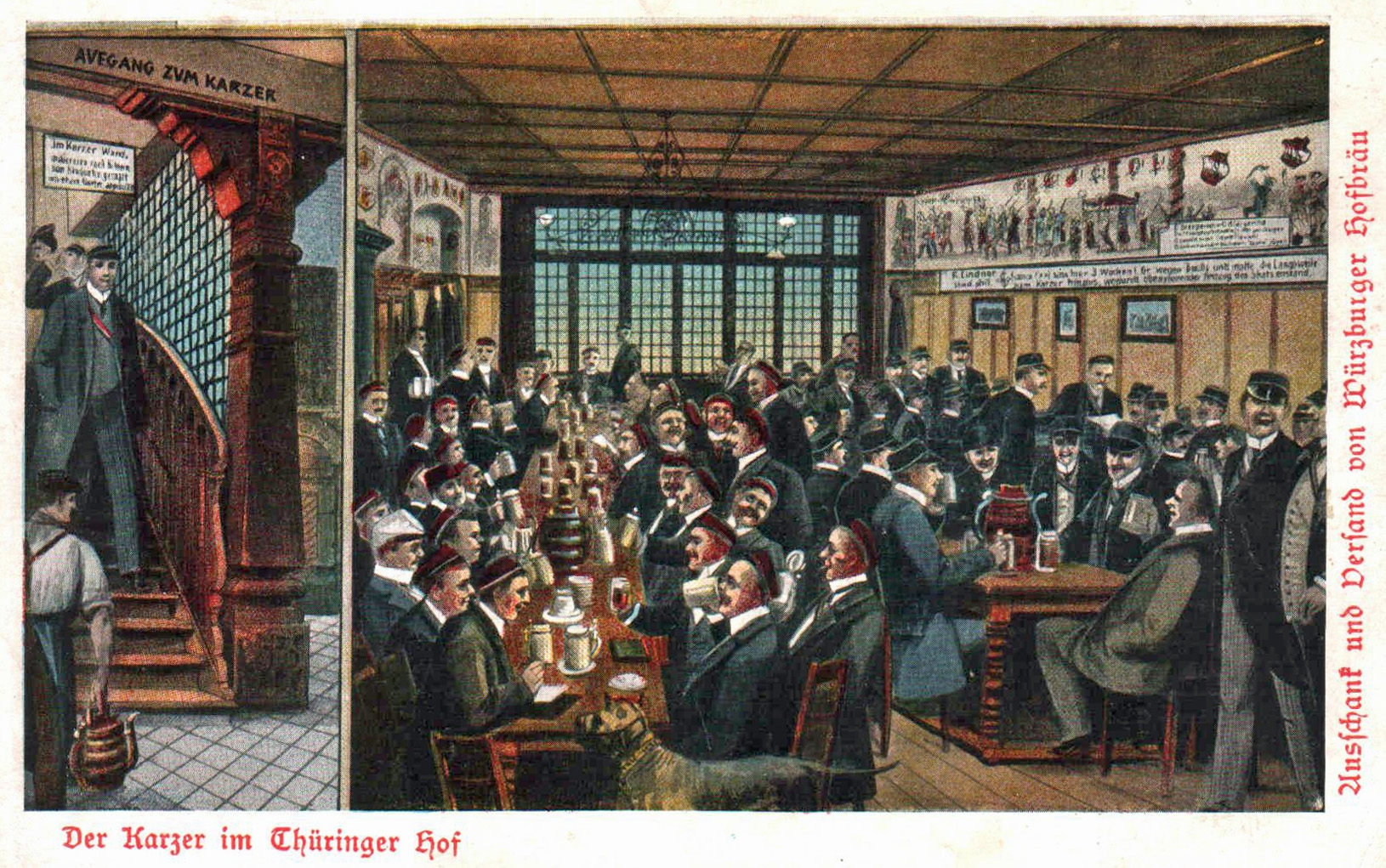
„Der Karzer“
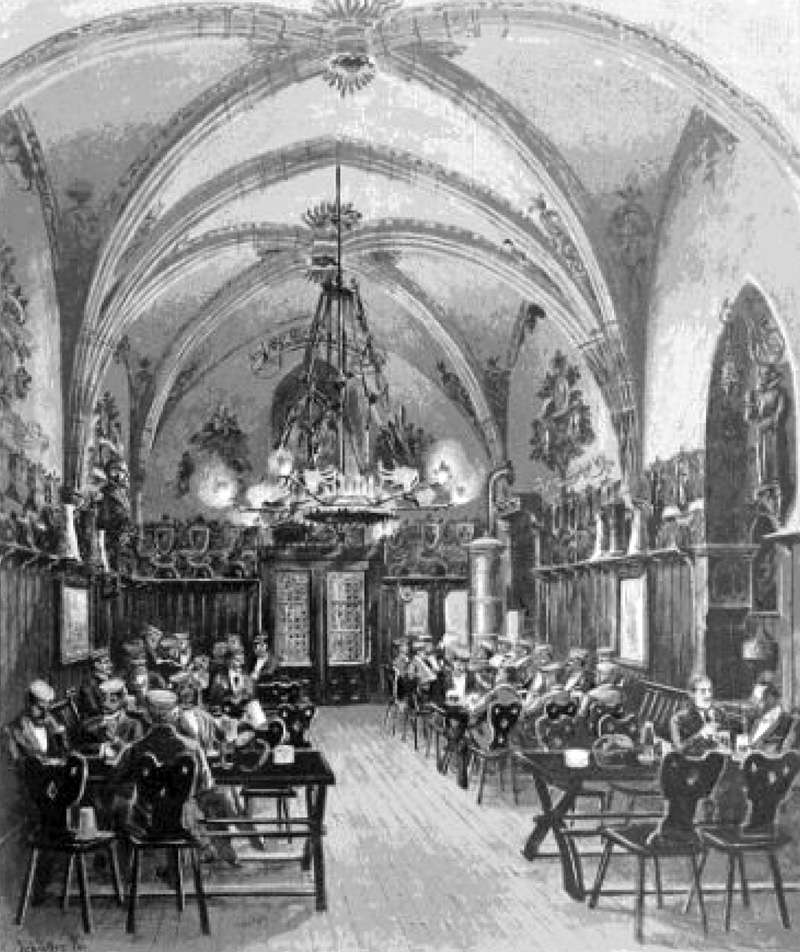
Die Abteilung „Hauskapelle“

Dieser erwarb 1888 die beiden Nachbargrundstücke Nr. 19 und Nr. 23 hinzu und vereinte nach umfassenden Umbauten  und reicher Ausgestaltung mit Architekturmalerei, kunstvollen Wand- und Deckenvertäfelungen, Kunstschmiedearbeiten  und Bleiglasfenstern die Nummern 21 und 23 zu einer volkstümlichen Großgaststätte mit 1200 Gastplätzen, die auf 17 Räume verteilt waren. Diese hatten Namen wie „Burgverlies“, „Karzer“, „Wolfsschlucht“, „Cantorei“, „Gute Stube“, „Grimpe-Stube“ oder „Hauskapelle“. Zimmer waren auch nach Richard Wagner, Theodor Körner und Johann Sebastian Bach benannt. An der künstlerischen Ausgestaltung waren Lorenz Clasen und Adolf Lehnert beteiligt. Letzterer schuf auch eine Bronzebüste Georg Grimpes für dessen Grabstätte. Die Gaststätte erwarb sich einen guten Ruf über die Grenzen Leipzigs hinaus und wurde in einem Atemzug mit dem Münchner Hofbräuhaus genannt.
1911 kaufte die Würzburger Brauhaus AG (heute Würzburger Hofbräu) die Gaststätte samt Grundstück. Neuer Wirt wurde Andreas Herrmann (1873–1934). Auch er investierte in die künstlerische Ausgestaltung und erhielt den legendären Ruf des Hauses.
1930 begann unter der Leitung des Architekten Alfred Liebig (1878–1952) ein größerer Umbau unter nunmehriger Einbeziehung des Eckhauses Nr. 19, das inzwischen eine Weinhandlung beherbergt hatte. Hier entstand im Erdgeschoss die Luther-Halle, die 1933 eingeweiht wurde. Der Raum wurde durch verschiedene künstlerische Darstellungen aus dem Leben und Wirken von Martin Luther geprägt. Die Glasgemäldefenster stammten von Emil Block. Die nächsten Wirtsleute waren die Familie Börner.

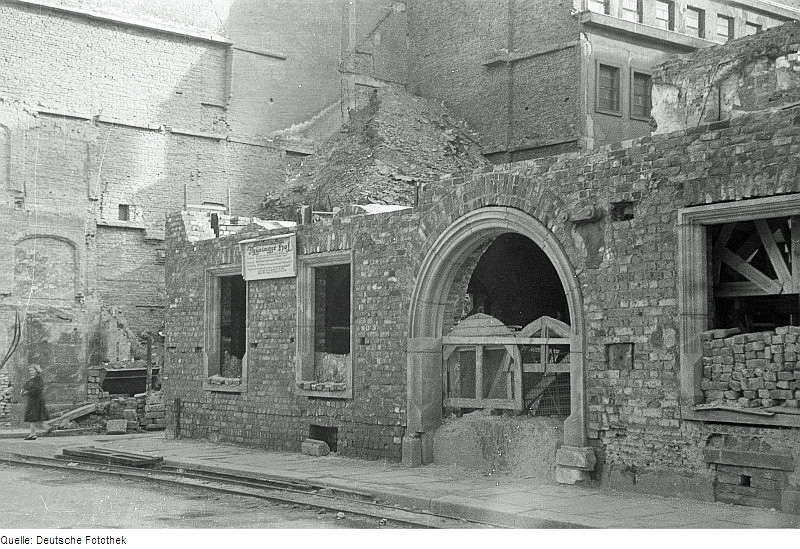
Die Ruine des Thüringer Hofs
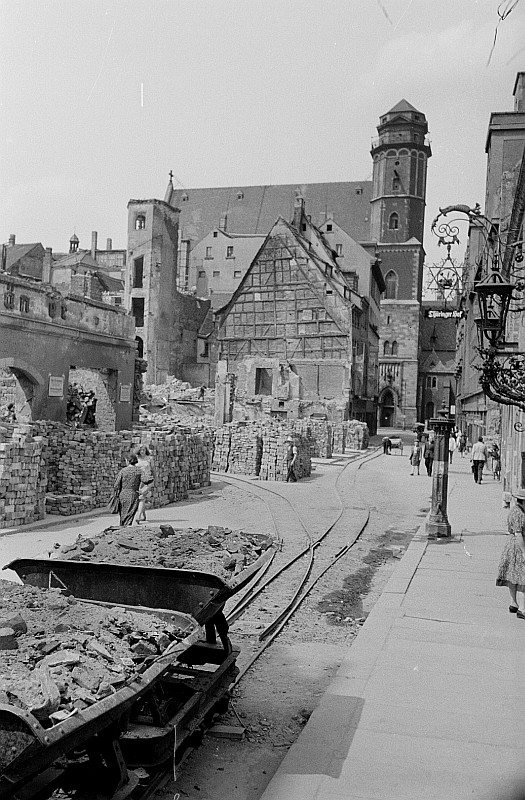
Beräumung im Umfeld 1949
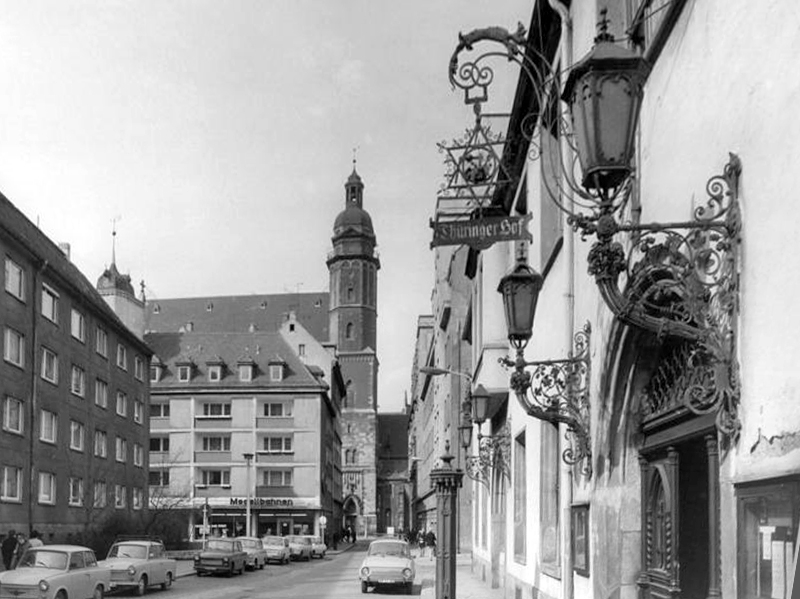
Am Thüringer Hof 1979

Beim Bombenangriff auf Leipzig am 4. Dezember 1943 wurde der Gebäudekomplex des Thüringer Hofs bis auf das Mauerwerk der Erdgeschosszone völlig zerstört. Nur diese wurde 1947/1948 wiederaufgebaut. Bis 1949 erfolgte ein Teilaufbau bis zum ersten Obergeschoss. Die Kriegs- und Nachkriegsjahre mit Versorgungsproblemen, Totalzerstörung und Teilwiederaufbau wurde von Johanna Börner, geborene Herrmann, weitgehend allein geleitet. Die damaligen Anfeindungen eines „bürgerlichen“ Betriebes sind dazuzurechnen. So blieb der bauliche Zustand die nächsten 40 Jahre.
Von 1947 bis 1971 wurde die Gaststätte als halbstaatlicher Betrieb von der Sternburg-Brauerei betrieben. Nach der Verstaatlichung 1971 übernahm die HO Gastronom bis 1991 den Betrieb. In dieser Zeit bestand ein Vertrag mit dem Rettungsdienst von Leipzig, der dort zum Sonderpreis sein Mittagessen bekam. Dadurch standen dort in der Mittagszeit oft bis zu 5 Krankenwagen gleichzeitig vor der Tür, was bei Unkundigen regelmäßig für Verwirrung sorgte.

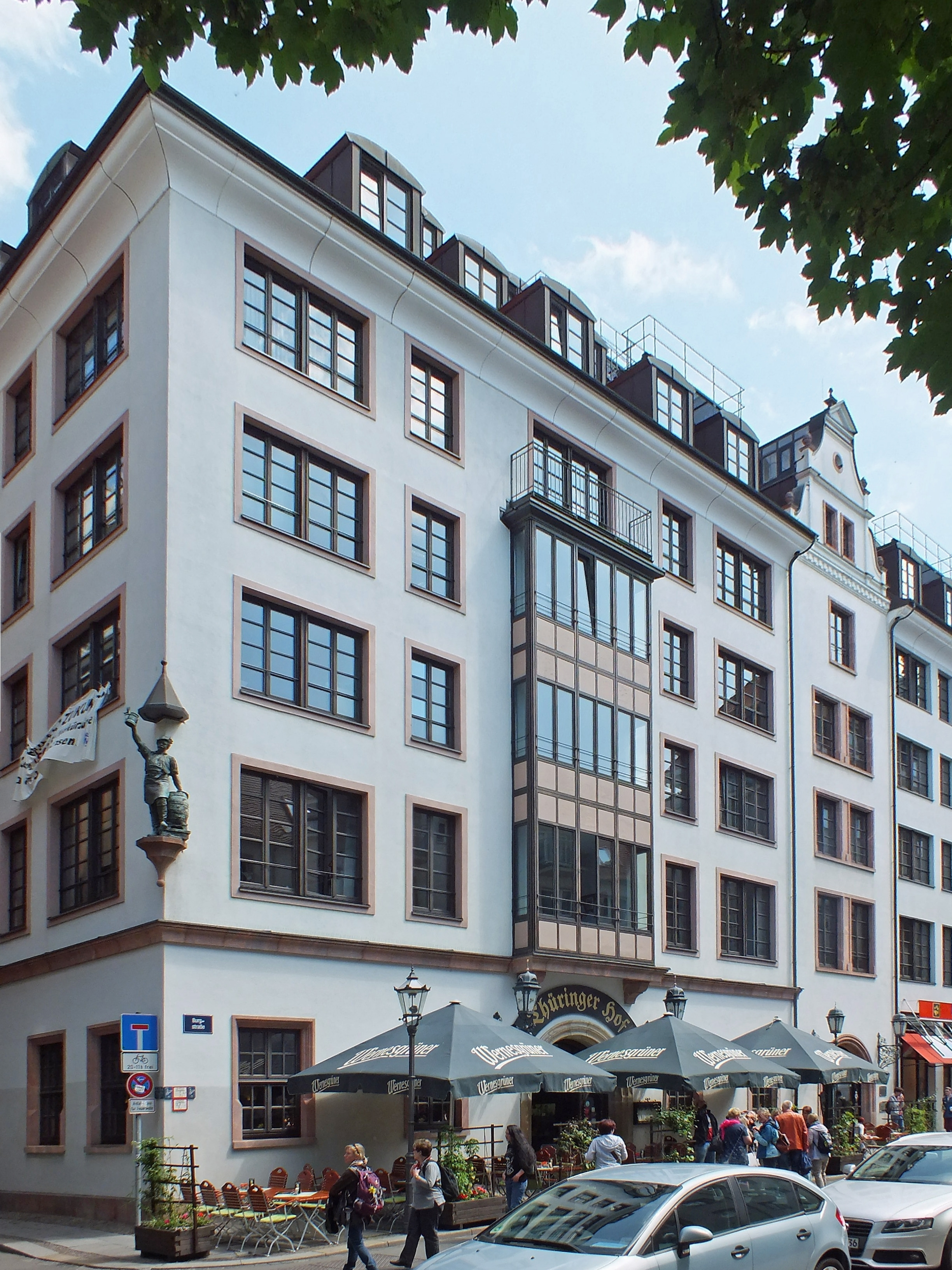
Der Thüringer Hof 2014
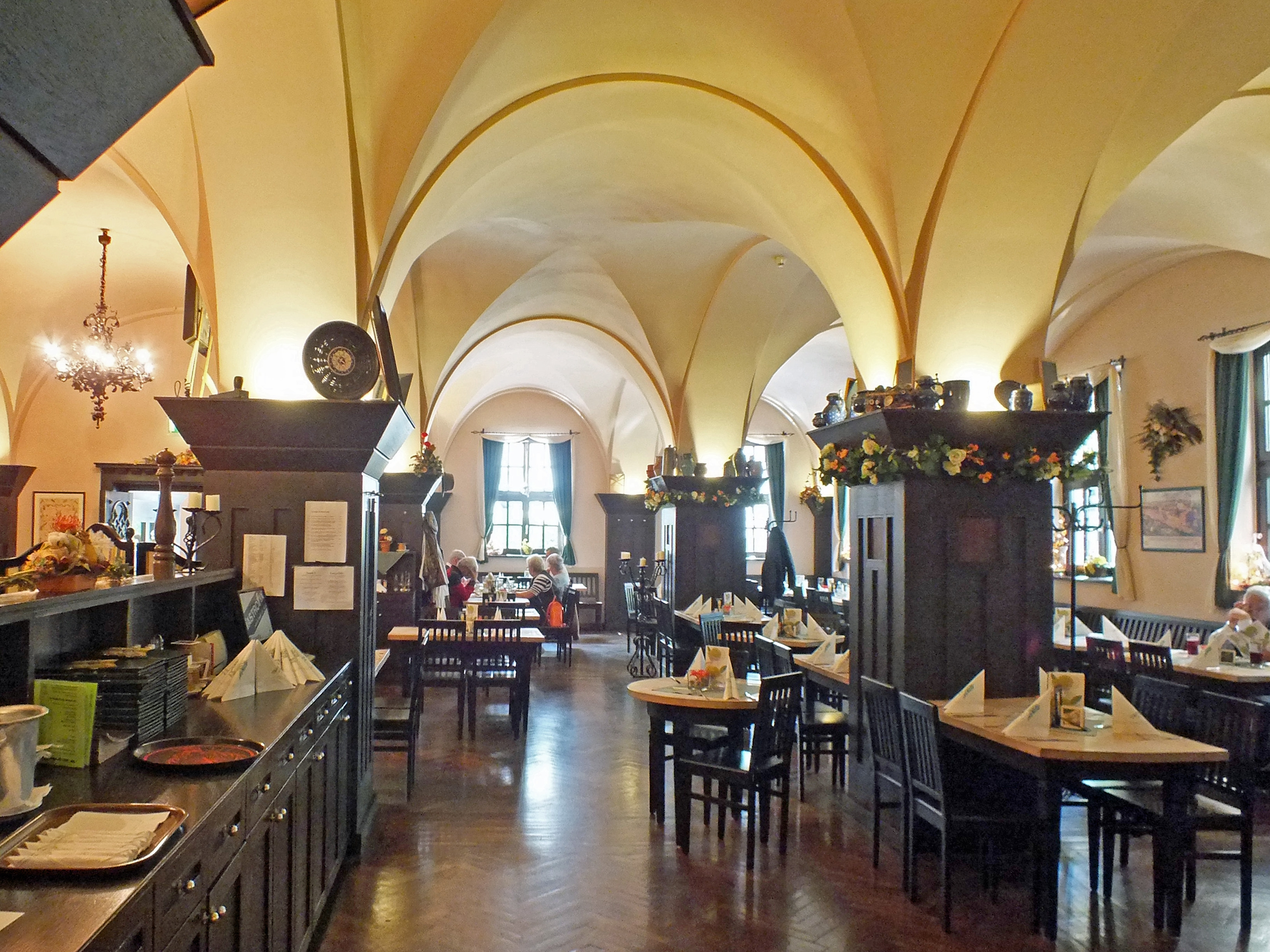
Die neue Lutherhalle
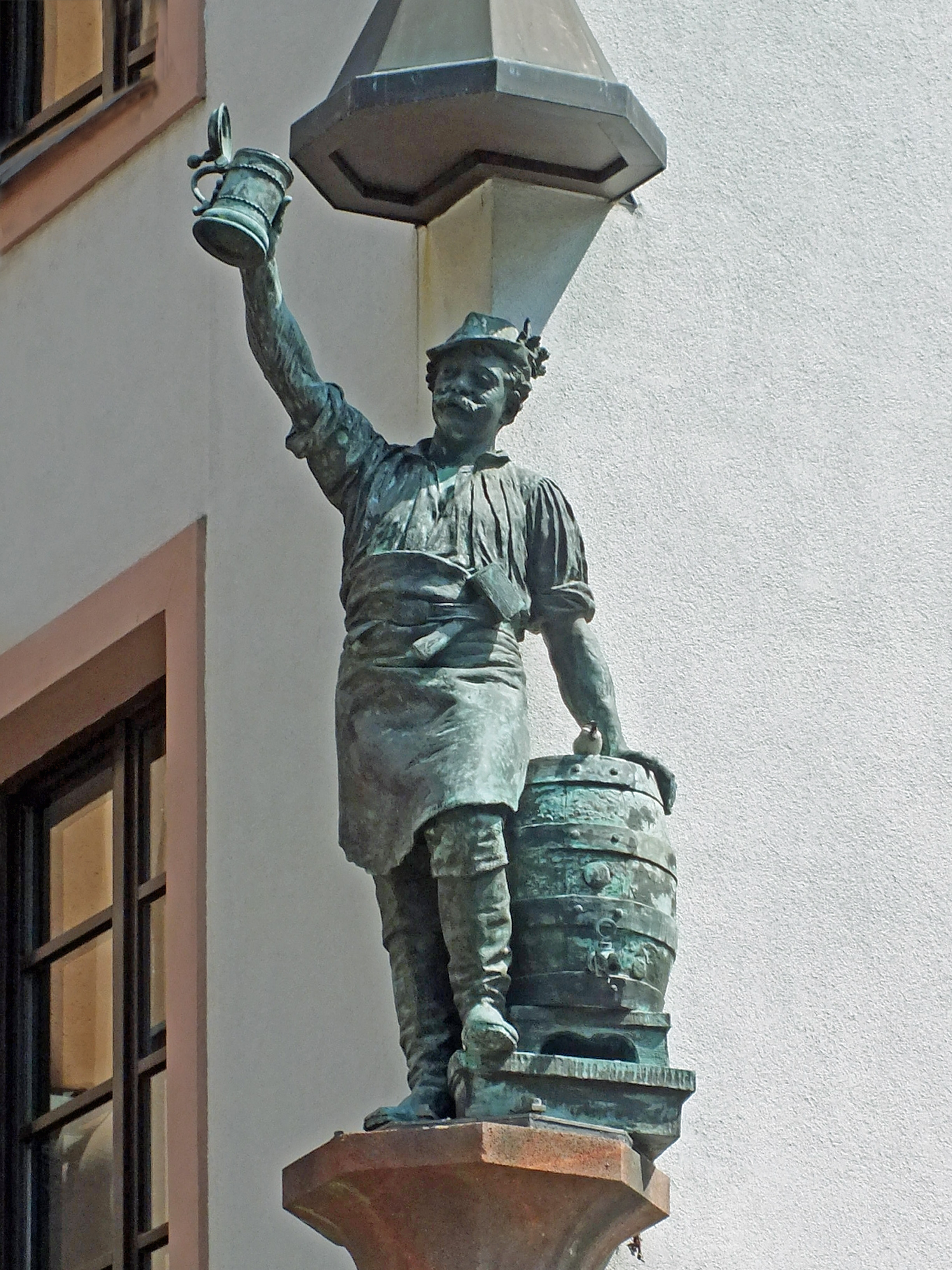
Die Küferfigur an der Hausecke
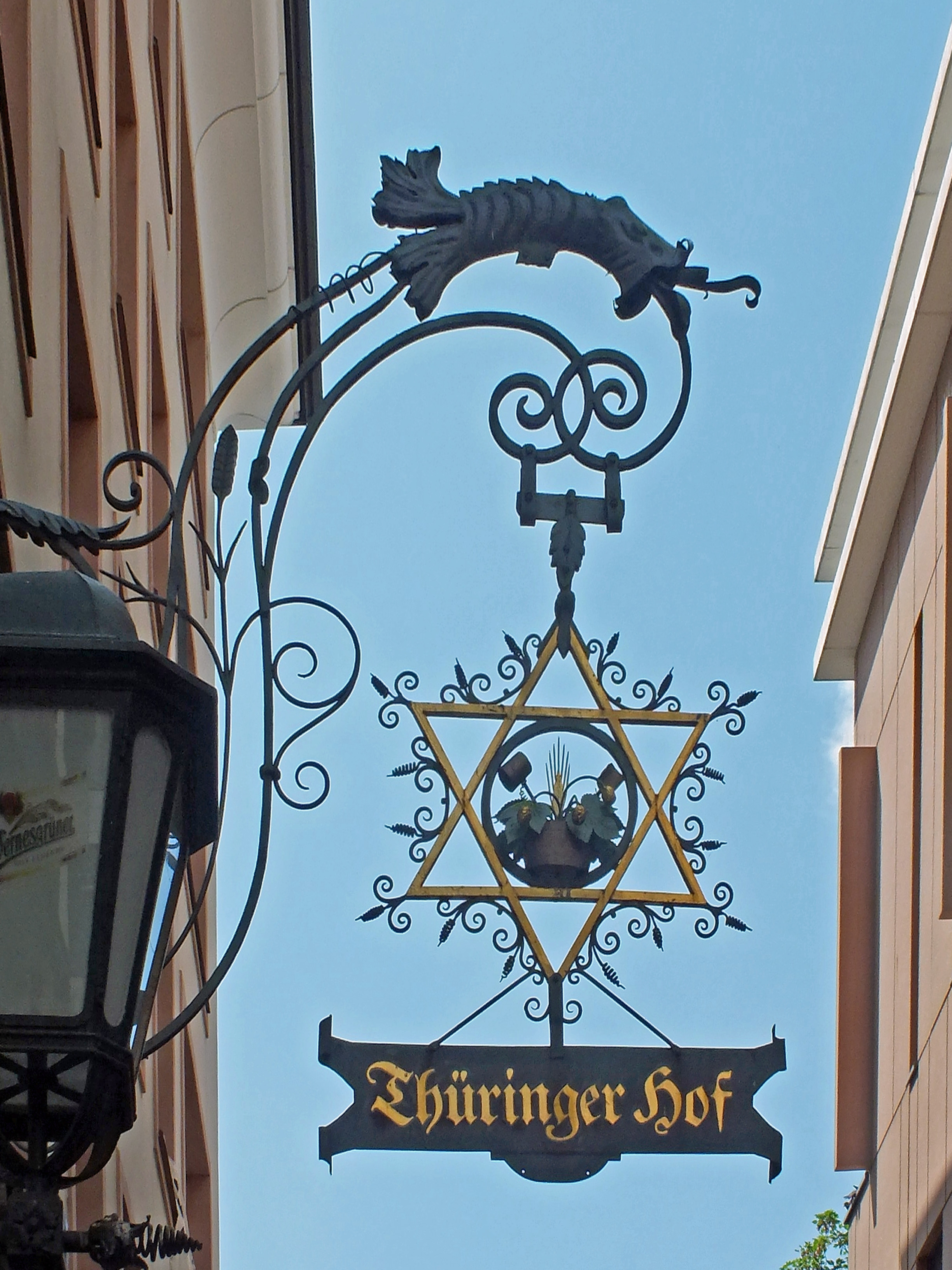
Das historische Hauszeichen im Sporergäßchen

In den 1990er Jahren wurde der gesamte Straßenzug der Burgstraße neu aufgeführt. Da die alte Bausubstanz nicht mehr zu verwenden war, entstand auf dem Eckgrundstück Nr. 19 nach Plänen des Architekten Alexander von Branca von 1993 bis 1996 ein fünfstöckiger Neubau mit historisierenden Bezügen zum Vorkriegsbau, der im Erdgeschoss die Gaststätte Thüringer Hof beherbergt. Der runde Torbogeneingang, Fensterlaibungen aus Rochlitzer Porphyr, das historische Hauszeichen (nunmehr im Sporergäßchen) und die Küferfigur an der Hausecke erinnern an den alten Thüringer Hof. Die Lutherhalle als Hauptgastraum hat wie früher Säulen und ein Kreuzrippengewölbe. Neu ist ein als Wintergarten überdachter Innenhof.
Eigentümer des Gebäudekomplexes, der auch Wohn- und Gewerberäume enthält, wurde 1997 die GVG München. Mieter war die Würzburger Hofbräu AG mit einem Bierliefervertrag bis 2011, die mit der „Thüringer Hof zu Leipzig GmbH“ einen Pachtvertrag schloss. Seit 2006 läuft dieser Pachtvertrag direkt mit der GVG München, und das Bier kommt seit 2012 von der Wernesgrüner Brauerei.